# Lameiras
Lameiras es una freguesia portuguesa del concelho de Pinhel, en el distrito de Guarda, con 16,77 km² de superficie y 290 habitantes (2011), distribuidos en tres núcleos de población: Lameiras, Barregão y Vendada. Su densidad de población es de 17,3 hab/km².

## Galería

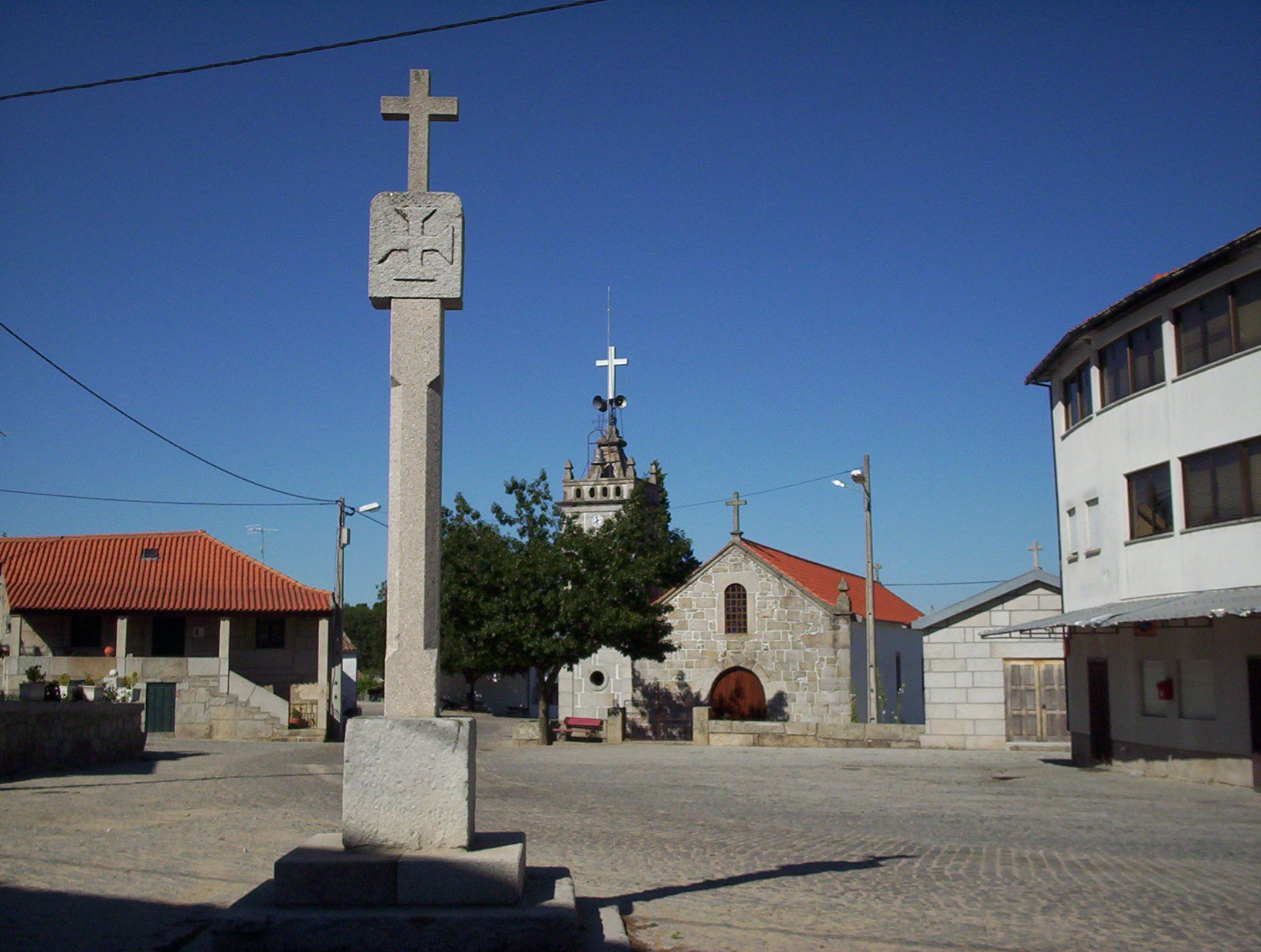
Crucero e iglesia de Lameiras